# Сквер имени Дзержинского
Сквер имени Дзержинского в Перми находится в треугольнике, ограниченном улицами Ленина, Екатерининской и Хохрякова в Дзержинском районе города. Сквер с севера примыкает к Экстрим-парку.

## История
Сквер был открыт в 1960 году как дендрологический парк имени Аркадия Гайдара. С 14 декабря 1973 года в соответствии с решением № 687 Горисполкома Перми он назывался сквером имени Гайдара. В 1970-е годы сквер реконструирован, в частности, в нём установили скамейки, которые по данным пермского «Горзеленхоза» в 1972 году спроектировал архитектор В. Пресняков. В сквере были сооружены фонтаны. В 1977 году в сквере установили бюст Феликса Дзержинского.
26 июля 1984 года по решению № 378 Горисполкома сквер переименовали в честь Дзержинского.
В 2009—2010 годах сквер был реконструирован: заменён большой фонтан (его украсили облицовочным камнем и подсветкой). В сквере положили тротуарную плитку, дорожки оградили бордюрным камнем, поставили новые скамьи, установили новое освещение, обновили газоны и цветники и посадили новые зелёные насаждения. По периметру сквера смонтировано декоративное чугунное ограждение, у бюста Дзержинского заменили облицовку. Все эти работы завершились в мае 2010 года и обошлись городу в 7 миллионов 430 тысяч рублей.
Сегодня сквер имени Дзержинского является местом прогулок и отдыха горожан.